# Suore della carità dell'Australia
Le Suore della Carità dell'Australia (in inglese Sisters of Charity of Australia) sono un istituto religioso femminile di diritto pontificio: le suore di questa congregazione pospongono al loro nome la sigla R.S.C.

## Storia
Le origini dell'istituto risalgono alla comunità di cinque suore della Congregazione di carità di Mary Aikenhead stabilitasi in Australia nel dicembre 1838 su invito di William Bernard Ullathorne, inviato in Europa da John Bede Polding, vicario apostolico di Sydney, per cercare religiosi per la sua diocesi.
Inizialmente le religiose si dedicarono alla visita agli ammalati negli ospedali e a domicilio, poi assunsero la cura delle carcerate nel riformatorio di Parramatta e infine iniziarono a dedicarsi all'insegnamento.
Il 3 marzo 1842 la Congregazione di Propaganda Fide rese indipendente il ramo australiano dalla casa-madre e lo costituì in congregazione autonoma, con gli stessi privilegi dell'istituto irlandese.
Dal rifugio per prostitute aperto dalle suore nel 1848 ebbe origine la congregazione del Buon Samaritano, costituitasi nel 1856 e interamente dedita alla riabilitazione delle traviate.

## Attività e diffusione
Le religiose si dedicano all'educazione della gioventù e all'assistenza agli ammalati, specialmente poveri.
Le suore sono presenti in vari stati dell'Australia orientale; la sede generalizia è a Bondi Junction, presso Sydney.
Alla fine del 2011 la congregazione contava 166 religiose in 25 case.